# Gresswiller
Gresswiller é uma comuna francesa na região administrativa de Grande Leste, no departamento Baixo Reno. Estende-se por uma área de 9,3 km². Em 2010 a comuna tinha 1 706 habitantes (densidade: 183,4 hab./km²).